# Pittsburg (Kansas)

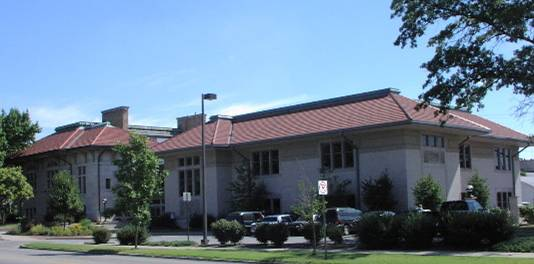
Pittsburg Public Library in Jugendstilstijl

Pittsburg is een plaats (city) in het zuidoosten van de Amerikaanse staat Kansas. De stad is de county seat van Crawford County.
Pittsburg werd op 20 mei 1876 gesticht uit een kleine nederzetting bij een steenkoolmijn en is vernoemd naar de stad Pittsburgh in Pennsylvania. Franklin Playter wordt genoemd als stichter van de stad, aangezien hij het stadsbestuur oprichtte.

## Demografie
Bij de volkstelling in 2000 werd het aantal inwoners vastgesteld op 19.243. In 2006 is het aantal inwoners door het United States Census Bureau geschat op 19.120, een daling van 123 (-0,6%).

## Geografie
Volgens het United States Census Bureau beslaat de plaats een oppervlakte van
32,4 km², waarvan 32,2 km² land en 0,2 km² water. Pittsburg ligt op ongeveer 293 meter boven zeeniveau.

## Plaatsen in de nabije omgeving
De onderstaande figuur toont nabijgelegen plaatsen in een straal van 16 km rond Pittsburg.

## Geboren
- Dennis Rader (9 maart 1945), seriemoordenaar